# Daedo
DAEDO (Даедо Интернейшнл) — один из крупнейших.
производителей товаров для единоборств в Европе. Был создан в 1982 году.
Головной офис находится в городе Барселона: Испания.
Содержит более 3000 служащих и филиалы по всему миру. Производитель спортивной обуви, одежды и инвентаря. Для Karate, Taekwondo, Judo, Hapkido, Бокс, Кёкусин, Сётокан, Сито-рю, Годзю-рю, Вадо-рю, Кудо, Асихара, Кикбоксинг, Кунгфу, Тайский бокс (Муай-тай), Кэндо, Джиу-джицу, Айкидо.
Компания Daedo International является официальным спонсором Всемирной Федерации Тхэквондо WTF Daedo International является спонсором Олимпийских Игр (Тхэквондо) Чемпионатов, первенств Мира и многих других официальных Турниров WTF Daedo international Официальный Партнёр Федерации традиционного Каратэ Испании, Партнёр Всемирной Федерации Каратэ WKF
Daedo International-является официальным партнёром Всемирной Федерации Тхэквондо (WTF)
Daedo International-являлось спонсором таких турниров как:
1. Олимпиада 2008 Пекин Китай
2. Олимпиада 1992 Барселона Испания
3. Чемпионат Мира 2007 Пекин Китай
4. Чемпионат Мира 2005 Мадрид Испания
5. Чемпионат Мира 2003 Германия
6. Чемпионат Мира 1987 Барселона Испания
7. Кубок Мира 2002 Токио Япония
8. Чемпионат Мира 2006 среди Юниоров Хошимин Вьетнам
9. Чемпионат Мира 2002 среди Юниоров Греция
10. Чемпионат Мира 2000 среди Юниоров Ирландия
11. Чемпионат Мира 1996 среди Юниоров Испания
12. Чемпионат Европы 2006 Германия Бонн

И множество других турниров и чемпионатов Класса «А» Всемирной Федерации Тхэквондо
Daedo International-также является спонсором таких национальных сборных как:
1. Сборная команда Испании
2. Сборная команда Германии
3. Сборная команда Нидерландов
4. Сборная команда Италии
5. Сборная команда Португалии
6. Сборная команда Канады
7. Сборная команда Кипра

Продукция Daedo имеет аккредитацию WTF — Всемирной Федерации Тхэквондо, WKF — Всемирной Федерации Каратэ, Имеет маркировку СЕ, и ISO 9001. Огромное количество наград в сфере производства экипировки для единоборств.